# Paton (entreprise)
Pour les articles homonymes, voir Paton.

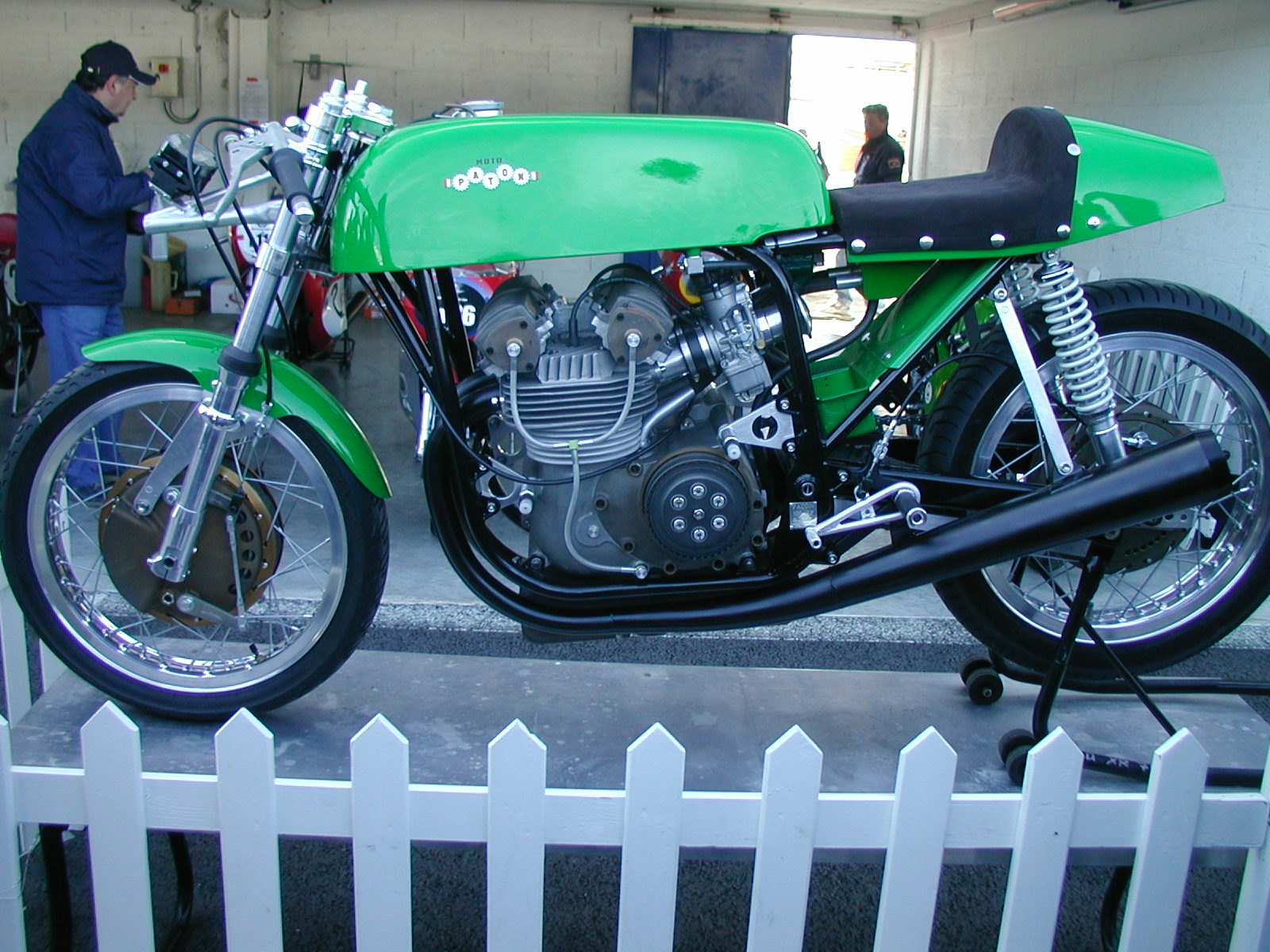
Une paton

Paton est une marque de motos italienne, la dénomination provenant de la contraction des noms de ses créateurs (PAttoni et TONti).

## Historique

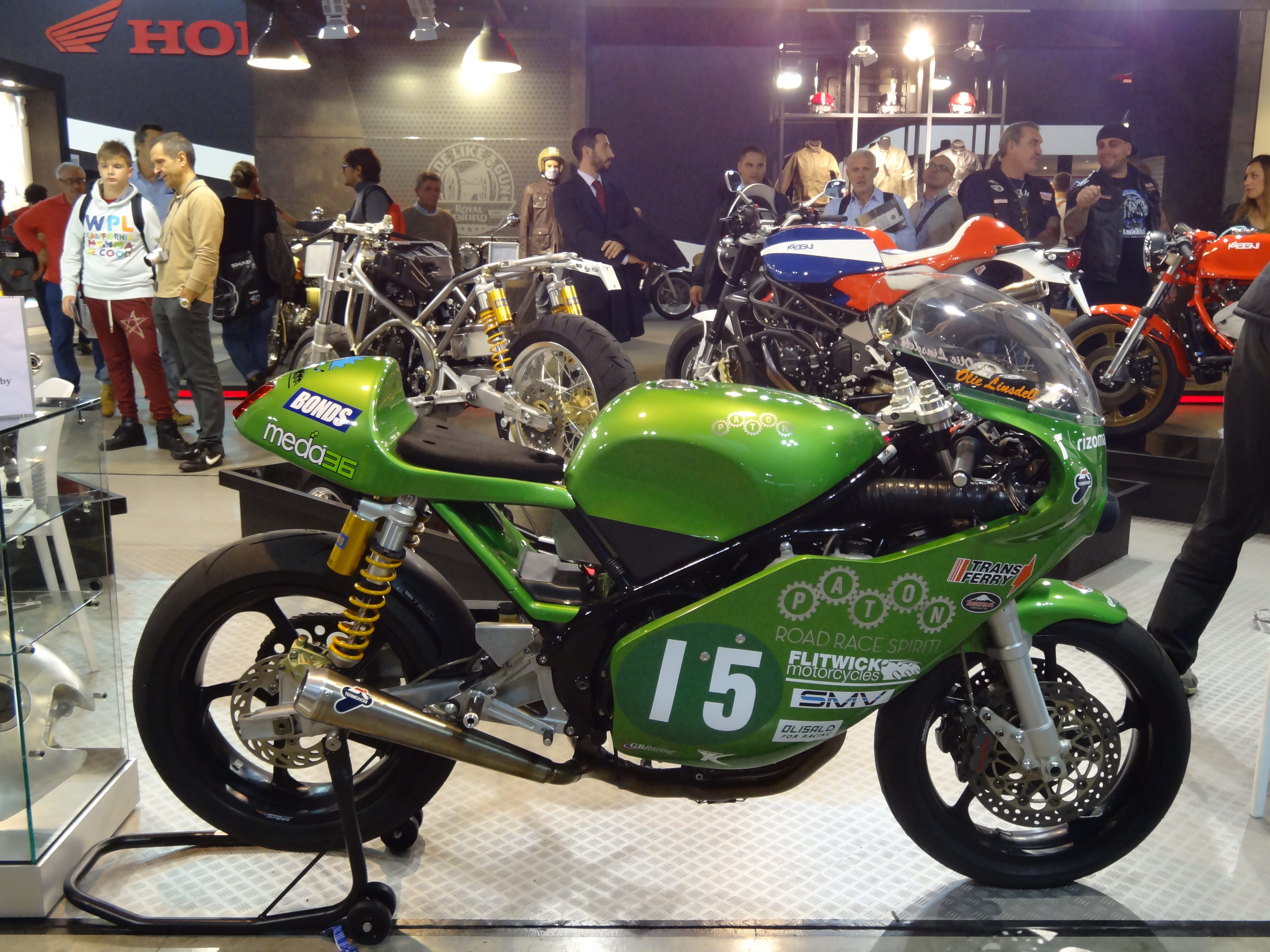
Une moto de 2014 de l'entreprise Paton.

Giuseppe Pattoni naît à Milan le 7 juillet 1926. Il débute dans le monde du deux-roues après-guerre, transformant des modèles militaires en modèles civils, avant d'arriver au département compétition de FB Mondial. Là, il gagne la confiance des dirigeants, les talents du "Pep" permettant à Cecil Stanford de remporter le titre mondial de 1957 en catégorie 250. 1958 est l'année de fermeture du département compétition Mondial. Pattoni récupère le matériel de l'usine et met en piste les premières 125 et 175 modifiées, qui obtiennent des places honorables au Tourist Trophy, dans les mains d'un certain Mike Hailwood.

L'année suivante est celle du début de la collaboration avec l'ingénieur Lino Tonti. Leur premier projet est basé sur une idée restée dans les cartons de Mondial. C'est un bicylindre 250 cm3. Ce modèle remporta une troisième place au TT de 1964 avec Alberto Pagani.

La moto utilisait un 250 bicylindre, biarbre à engrenages, avec des manetons à 180° et un contrarbre derrière l'embiellage commandant la lubrification, l'allumage, la distribution et la transmission primaire. La boîte de vitesses était à six rapports (peu courant à l'époque), couplée à un embrayage à sec.
En 1965, Pattoni est considéré comme un des meilleurs techniciens quand il crée une 350, puis une 500. Ces motos lui permettent d'obtenir de très bonnes places, aux dépens des MV Agusta et de Giacomo Agostini.
Les années 1970 voient de nombreuses évolutions, comme l'ascension des moteurs deux temps. Son fils Roberto le rejoint au sein de l'entreprise familiale. Ils décident de se lancer dans un combat contre les gigantesques usines japonaises, avec sa moto « faite maison ». Nous sommes dans les années où les Japonais cherchent à conquérir les marchés européens. Les investissements pour la course sont phénoménaux et découragent les petites écuries. Mais Pattoni insiste et fait courir ses pilotes sur ses motos vertes, mais sans succès.
De nombreux pilotes se sont croisés dans l'écurie Paton : Virginio Ferrari, Marque Papa, Marcellino Lucchi, Lucio Pedercini, Jean-Pierre Jeandat, etc. Mais l'IRTA assène un coup fatal à Paton en 1997, jugeant la moto trop peu rapide pour être inscrite en Grand Prix. Giuseppe et Roberto Pattoni n'en démordent pas, et continuent à développer leur machine. Mais, le 29 août 1999, « Pep » décède. Avec la même détermination que son père, Roberto Pattoni poursuit son aventure d'« artisan » dans le mondial.

En 2000, Paton a participé à 5 courses du championnat mondial, en tant que Wild Card, et a ramassé un point, en se plaçant quinzième au Sachsenring avec Paolo Tessari. Cette victoire permet de réaffirmer la volonté de continuer à faire ce pour quoi « Pep » avait vécu : faire courir sa moto.

En 2001, l'IRTA porte le coup de grâce : elle décrète l'exclusion des Grands Prix et refuse l'inscription sur n'importe quelle épreuve du mondial. Pattoni encaisse et trouve un partenaire avec lequel il puisse se montrer en piste et mériter cette inscription : rivaliser avec les meilleurs sur huit épreuves du mondial, les européennes, avec en selle Vladimir Castka, un prometteur pilote slovaque débutant dans le mondial.

En 2005, la Paton a été conduite par Phil Read aux coupes Moto-légendes, Dijon.
Fin 2010, Roberto Patonni annonce une nouvelle moto 500 cm3 qui sera la première Paton produite depuis longtemps. Paton court toujours en championnat d'Italie et n'envisage pas de retour en Moto2 à l'heure actuelle.
En Novembre 2016, les marques Paton et les équipements de production de motos ont été achetés par les entrepreneurs Stefano Lavazza et Marco De Rossi, fondateurs et propriétaires de la société milanaise SC-Project, qui produit des systèmes d'échappement pour les motos de route et de course. Le nouveau siège se trouve à Cassinetta di Lugagnano (Milan) et Roberto Pattoni, fils du fondateur Giuseppe Pattoni, joue un rôle décisif dans le projet en tant que directeur général du nouveau département Paton Moto.
En 2017, la nouvelle Paton S1-R Lightweight est créée, évolution de la Paton S1, une moto prête pour la course, destinée à participer au Tourist Trophy sur l'île de Man dans la catégorie Lightweight, avec les pilotes Stefano Bonetti et Michael Rutter officiellement déployés par le Team Paton SC-Project Reparto Corse, et obtenir une victoire en arrêtant le chronomètre à 01: 16: 19.324 avec le pilote Michael Rutter.
En 2018, le Paton S1-R Lightweight, vainqueur du Tourist Trophy 2017, a fait l'objet d'interventions techniques et des améliorations significatives pour améliorer les performances du 650 cm3 bicylindre a donné lieu à plus de 100 ch de puissance maximale grâce à un nouveau usinage moteur, nouvelle boîte à air et nouveau système d'échappement en titane. Cinq Paton S1-R Lightweight sont déployés dans le Tourist Trophy 2018, deux d'entre eux à titre officiel par l'équipe Paton usine à l'intérieur Paton SC-Project Reparto Corse, avec la façon dont les pilotes Michael Dunlop, champion de la catégorie et l'Italien Stefano Bonetti. Après une longue bataille Michael Dunlop au troisième tour rangs en première position qu'il a occupé jusqu'à la fin de la course, qui a pris fin avec son 18e triomphe au TT. Michael Dunlop marque aussi les records du circuit routier de Isle of Man avec 196,754 km/h.